# غواصة يو-107
كانت الغواصة يو-107 واحدة من 329 غواصة خدمت في البحرية الإمبراطورية الألمانية خلال الحرب العالمية الأولى. شاركت في الحرب البحرية وفي معركة الأطلنطي الأولى.